# 飲むヨーグルト
飲むヨーグルト（のむヨーグルト）は、ヨーグルトを液状に加工した飲み物の総称。

## 世界の飲むヨーグルト

### 中近東・中央アジアとバルカン半島地域
バルカン半島から中近東、中央アジアにかけての一帯では、ヨーグルトに水と塩を混ぜた飲料があり、トルコ語やウイグル語ではアイラン（ayran、ئايران）と呼ばれている。アフガニスタンとイランではドゥーグ（دوغ）と呼ばれ、アフガニスタンでは水で薄めたヨーグルトにキュウリと塩を入れ、イランでは黒コショウとペパーミントを加える。ブルガリアではアイリャン、イラクではシニーナ（شنينة）、マシュリクではラバン（لبن）と呼ばれる。
中央アジアで作られる馬乳酒は、少量のアルコールを含んだ飲むヨーグルトといえる。

### 南アジア
インドにはラッシー（ヒンディー語:लस्सी,ウルドゥー語: لسّی）と呼ばれる飲料がある。ダヒ（ヨーグルト）を水で薄めて塩味をつけたものと甘味をつけたものがあり、マンゴーなど果物を混ぜたり、クミンや唐辛子など香辛料を加えることもある。

### 欧米
欧米では、古くから生乳からバターを製造する際に残る液状の部分を集めたものをバターミルク（英語：Buttermilk）と呼んで飲用してきた。現在市販されているバターミルクは生乳あるいは低脂肪乳を醗酵させて作ることが多く、パンやケーキなどの材料としてはよく使われるが飲み物として消費されることは稀となった。
アメリカ合衆国では、ヨープレイト社がゴーグルト・スムージー（Go-Gurt Smoothie）という名称のフルーツ味の飲むヨーグルトを販売している。ヨーグルトはよくスムージーの材料とされることもある。
カリフォルニア州では、上記のアイランが中東系のマーケットやファストフード店などの至るところで販売されている。販売される際の名称はアイラン、ドゥーグ、あるいはアルメニア語のターン（Tahn）など色々である。

### 日本
日本では、一般的に半固形状で市販されているヨーグルトを食するのにはスプーンが欠かせなかったが、粘度を低くし、ストローで気軽に飲むことができる飲料とすることで需要を拡大させてきた経緯がある。飲料ヨーグルト、ヨーグルト飲料と呼ばれることもある。市販のもののほとんどは甘みが加えられている。

#### 商品発展の経緯
日本では1970年にヤクルト本社が「ジョア」を開発。1977年に「ビヒダス」が森永乳業から発売され、1984年に「乳製品へのビフィズス菌利用の研究」として科学技術庁長官賞を受賞。現在では特定保健用食品としての需要が高く、乳酸菌の量を調整しプロバイオティクスを謳ったもの、液糖や果汁を加えて飲みやすくしたものなどさまざまな種類の「飲むヨーグルト」が各社から発売されている。

#### 流通チャネルと販売形態
日本では、紙もしくはプラスチック製の容器に入れ、パッケージされた市販品が主流で、スーパーマーケットやコンビニエンスストアなどで購入することができる。このほか、ジョアはヤクルトレディによる宅配または会社に訪問しての直接販売による流通も多い。また、ビヒタス飲むヨーグルトなど、瓶詰め牛乳同様に瓶に詰められ自宅宅配や自動販売機で販売されているものもある。喫茶店やファミリーレストランの飲料メニューとしてラインアップされていることもあるが、少数派である。家庭で手作りすることはヨーグルト以上に稀である。
近年、日本でも前述されたラッシーやスムージーはコンビニエンスストア等で紙パックやプラスチック製容器に入れられ、飲料として販売されているほか、一部の喫茶店でも食すことができる。特にラッシーは、インド風カレー専門店を含むインド料理専門店ではかなりの割合でメニューに載っている。

#### JAS法による分類
JAS法では、ヨーグルトと同じ「発酵乳」に分類され、ヤクルトなどの乳酸菌飲料とは区別される。

## 主な生産会社
- 日清ヨーク
- 日本ルナ
- ダノン
- 明治乳業
- 森永乳業
- ヤクルト本社